# Tryńcza

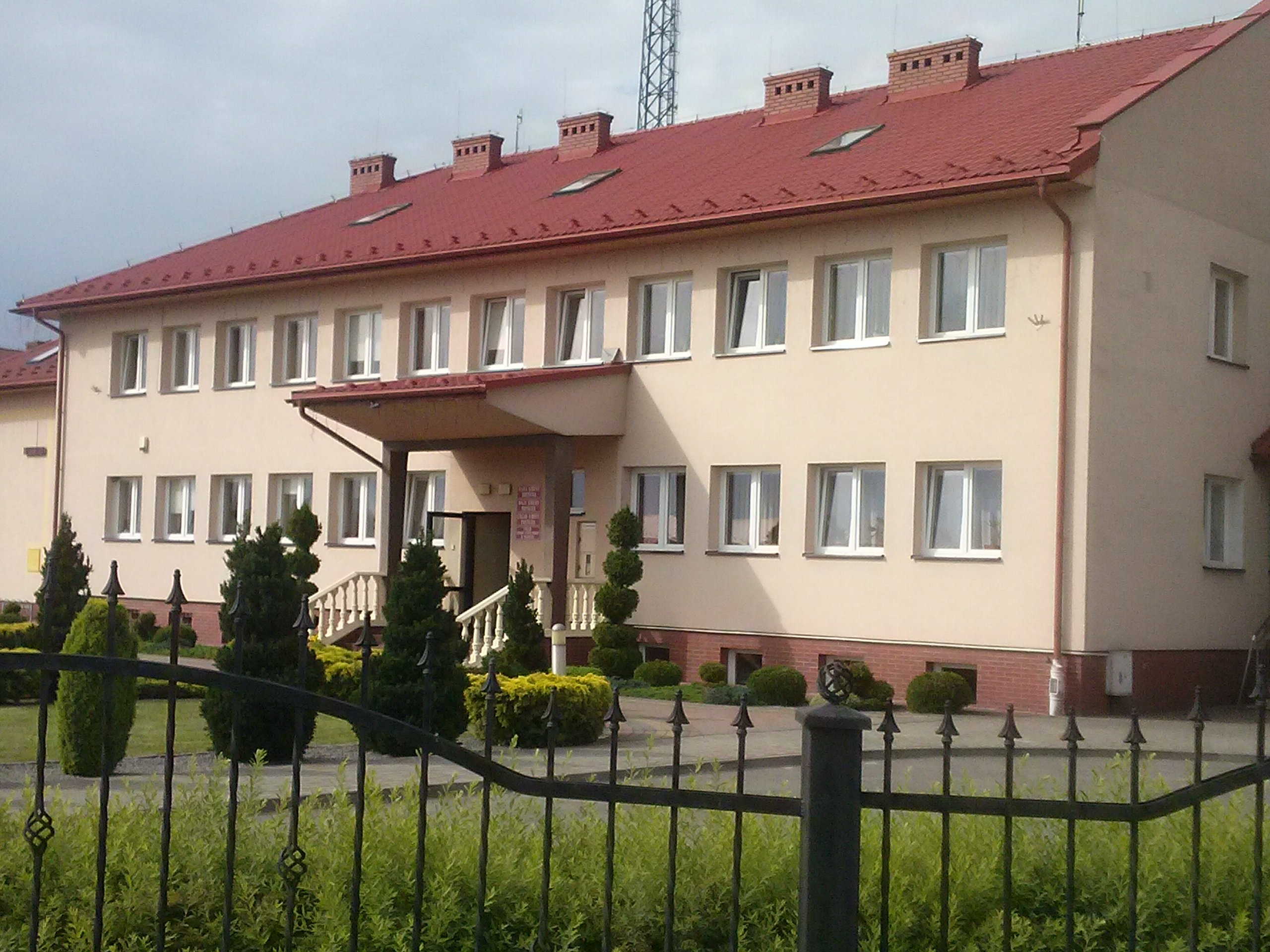
Urząd Gminy

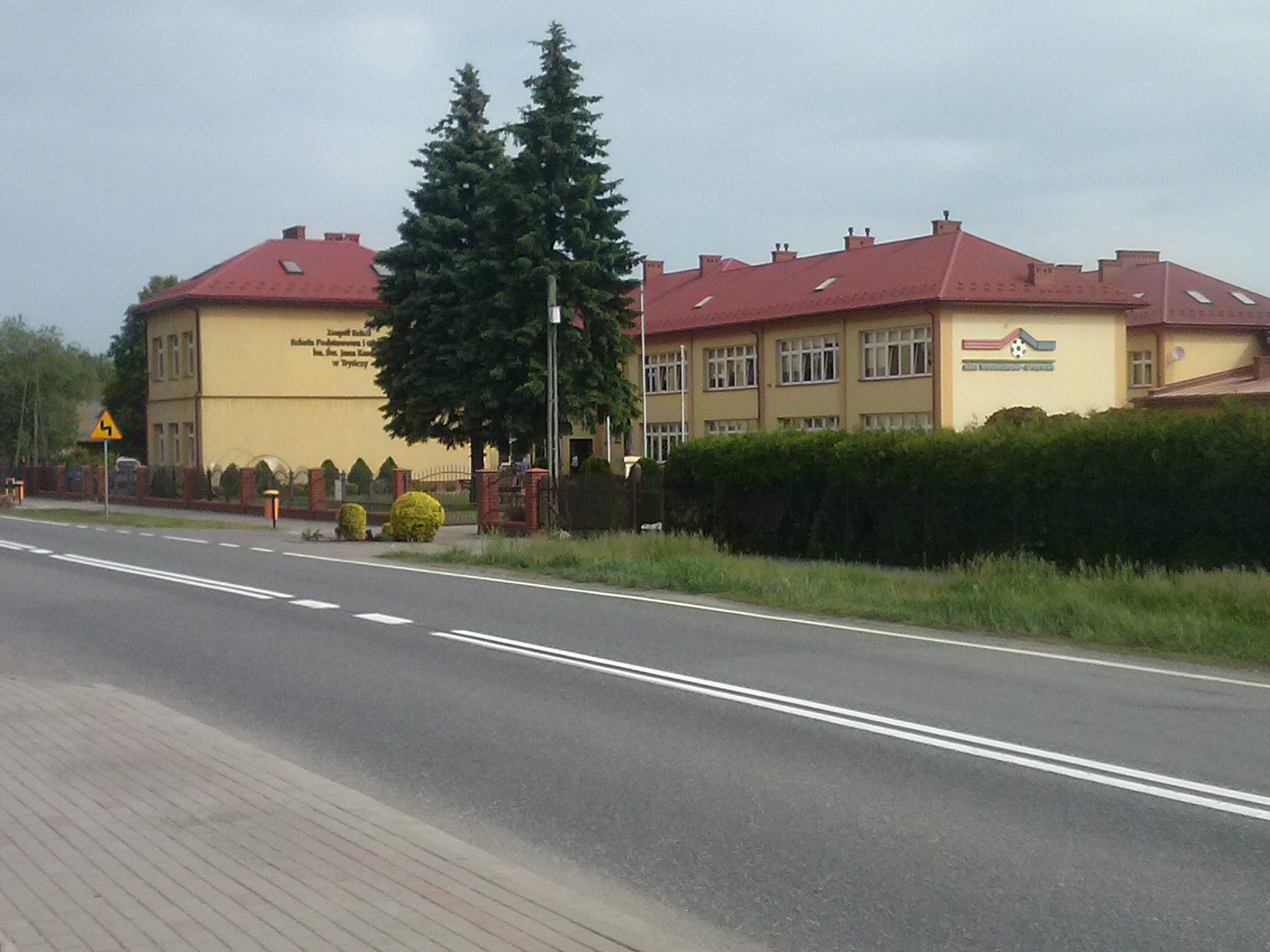
Szkoła podstawowa

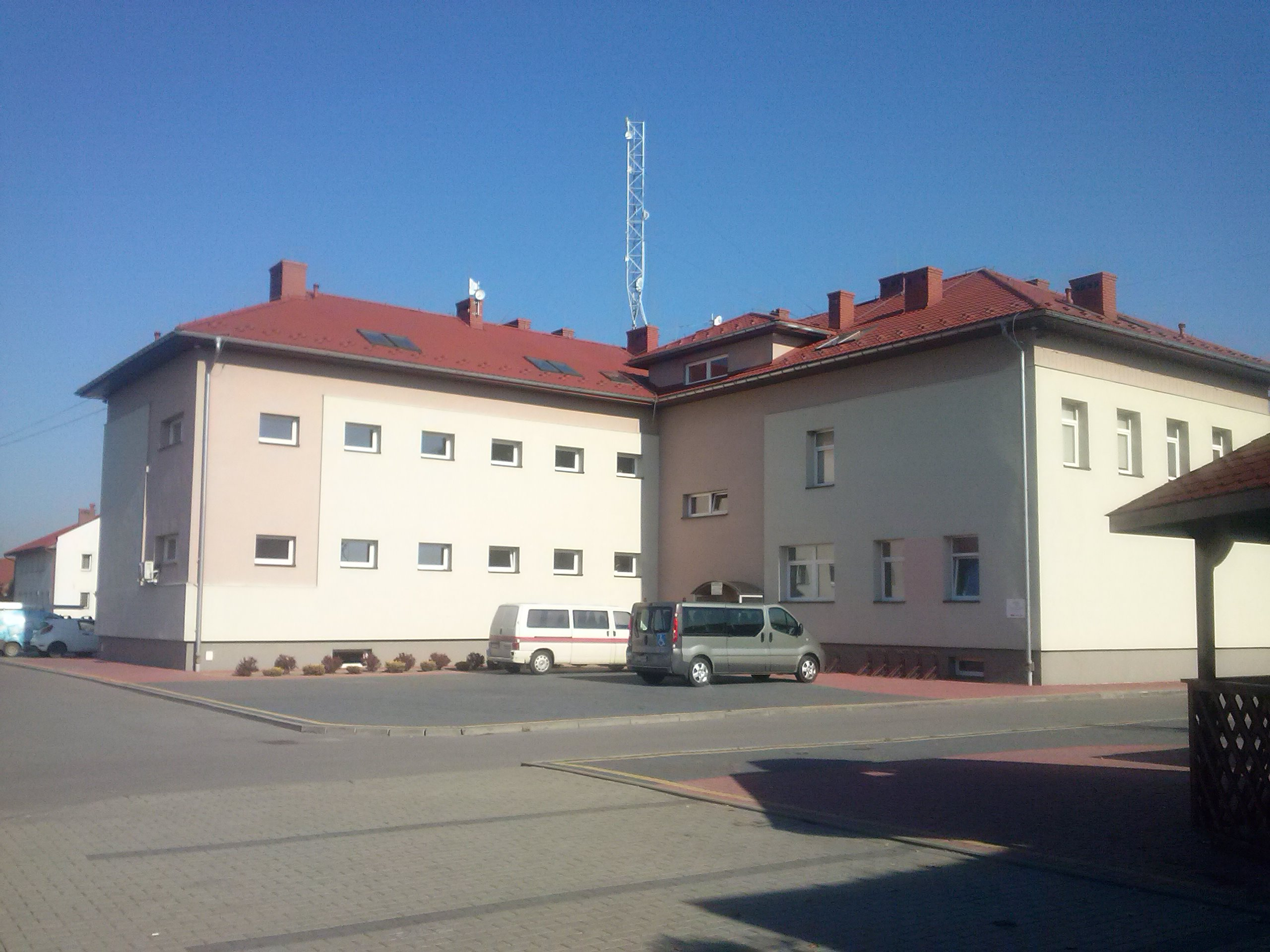
Trynieckie Centrum Kultury

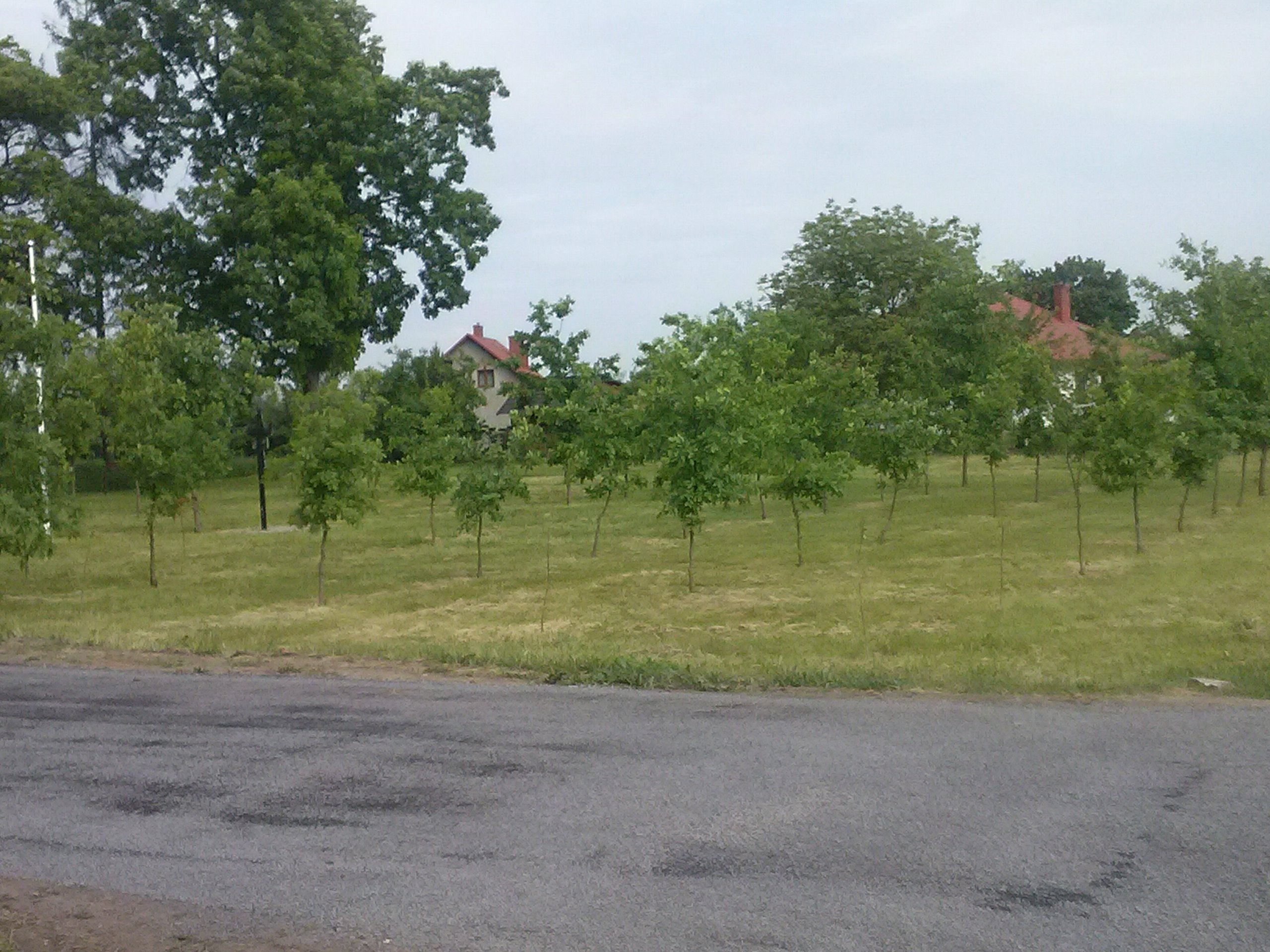
Park im. Prezydenta Lecha Kaczyńskiego

Tryńcza – wieś w Polsce, położona w województwie podkarpackim, w powiecie przeworskim, siedziba gminy Tryńcza.
Miejscowość leży na prawym brzegu Wisłoka, przy drodze krajowej nr 77 prowadzącej od Przemyśla w kierunku Sandomierza, w pobliżu linii kolejowej nr 68 łączącej Lublin z Przeworskiem. Przystanek kolejowy Tryńcza zlokalizowany jest w sąsiedniej wsi, Wólka Małkowa. Oprócz toru głównego zasadniczego, znajduje się tu także tor mijankowy.
W latach 1975–1998 miejscowość administracyjnie należała do województwa przemyskiego.

## Integralne części wsi
| SIMC    | Nazwa        | Rodzaj    |
| ------- | ------------ | --------- |
| 0612157 | Ćwierć       | część wsi |
| 0612163 | Do Dworu     | część wsi |
| 0612192 | Podchodaczów | osada     |
| 0612200 | Podwólcze    | osada     |
| 0612170 | Sieniawka    | część wsi |
| 0612186 | Zadworze     | część wsi |
| 0612217 | Zawisłocze   | osada     |

## Historia
Początki Tryńczy w dokumentach źródłowych są datowane na początek XV wieku.
Już przed 1400 rokiem pleban z Krzeszowa pobierał „mostowe” z Wisłoka pomiędzy Dębnem i Tryńczą. Najstarsza wzmianka o Tryńczy występuje w zapisach Sądu Przeworskiego z 15 maja 1437 roku (występuje Szymcio de Crinicza) i następne z lat 1441,1443,1444,1445 i 1446. W 1580 roku parafia w Gniewczynie została przekazana Bożogrobcom.
Tryńcza jest wzmiankowana w regestrach poborowych, które zapisali poborcy podatkowi ziemi przemyskiej z lat: 1515, 1589 (w 1589 roku Tryńcza posiadała 12 łanów gruntów rolnych, młyn o dwóch kamieniach, 13 ogrodników i 1 rybaka), 1628, 1651, 1658, 1674. W 1674 roku w Tryńczy było 142 domy i folwark z 21 domami (całość wsi liczyła 163 numerów domów, łącznie z terenem Ubieszyna, Głogowca i Wólki Małkowej).
W 1624 roku był najazd Tatarów na ziemię przemyską. 22 marca 1656 roku przez Tryńcze wycofywały się wojska Szwedzkie. W 1669 roku istniał już port rzeczny na Wisłoku. W latach 1703–1707 przez Tryńczę przechodziły wojska Szwedzkie i Rosyjskie uczestniczące w wojnie północnej. Jak podawała Generalna Rewizja ziemi przemyskiej w 1715 roku w Tryńczy, Ubieszynie, Wólce Ogryskowej i Wólce Zalotowej (Małkowej) było 115 chałup, 5 karczmy, 20 chałupników i 48 kmieci.
W latach 1577–1746 Gromada Tryniecka prowadziła księgi gromadzkie, według których wójtami Tryńczy byli: Bartosz Baran (1623, 1666, 1678, 1714), Mateusz Lalik (1637, 1687, 1689), Sebastian Partyka (1683, 1696, 1701), Krzysztof Czarny (1700), Maciej Wojtyna (1697, 1723), Kazimierz Stawarski (1713, 1714).
W latach 1579–1713 pańszczyzna w Trynieckim folwarku wynosiła trzy dni w tygodniu, produkty były kierowane na handel poprzez port na Wisłoku.
W 1762 roku według wzmianki w aktach właściciela Klucza Trynieckiego Pawła Benoe mieszkańcami gromady Tryńcza byli: Matusz Baran, Michał Baran, Bechcina Wdowa, Marcin Botwina, Michał Botwina, Tomek Botwina, Stefan Bury, Łukowa Cierpiszka, Jakub Czeszyk, Iwan Dadak, Wojtek Duży, Iwan Gajda, Michał Gajda, Maciek Gardziel, Kazimierz Gontarz?, Sobek Hader, Maciek Jakubiec, syn Karczmarski, Marcin Kilian, Janek Kowal, Antoni Kraszy, Michał Kuśnierz, Łukasz Lis, Jędrzej Łakota, Mateusz Mazur, Szymek Misiaczek, Wojtek Młynarski, Wojtek Myłek, Maciek Nalepa, Marcin Ogryzek, Oleksicha Wdowa, Grzegorz Partyka, Maciek Partyka, Grzegorz Prasoł, Jędrzejowa Prasołka, Łukasz Prasoł, Józef Pyza, Stanisław Pyza, Błażej Rożyc, Sęczka Wdowa, Józef Siemieniak, Błażej Stawarski, Maciek Styrniczek, Jędrzej Sum, Sobek Sum, Sobek Szczedral, Grzegorz Szczekot, Jedrzej Szynal, Franek Szynal, Jan Szwacz, Jan Torba, Błazek Wojtyna, Bartek Wojtyna, Janek Wojtyna, Jankowa Wojtynka, Jędrzej Wojtyna, Józef Wojtyna, Kuba Wojtyna, Matusz Wojtyna, Wawrzek Wojtyna, Wojtynka Wdowa, Barbara Wośka, Tomek Woś, Łukasz Zarobnik, Wawrzek Zarobnikow, Błazek Ziomek.
W 1881 roku powstała Gromadzka Kasa Pożyczkowa. 1 marca 1884 roku utworzono Urząd Pocztowy, który obsługiwał Tryńczę, Głogowiec, Wólkę Małkowa, Wólkę Ogryzkową i Ubieszyn. Kierownikami byli poczmistrze: Waleria Skibińska (1884–1896), Jan Matyas (1897), Franciszek Rarogiewicz (1898–1899), Antoni Cybyk (1900–1902), Jan Kozła (1903–1914).
W 1889 roku wybudowano kamienny gościniec Przemyśl-Rozwadów, a w latach 1896–1900 wybudowano linię kolejową Przeworsk-Rozwadów. Tryńcza od XV wieku do 1866 roku należała do powiatu przeworskiego, następnie do łańcuckiego; powiat przeworski reaktywowano w 1899 roku. W 1931 roku z inicjatywy kierownika szkoły Juliana Martynowskiego wybudowano budynek Spółdzielni Mleczarskiej, a w 1933 roku zbudowano obecny most na Wisłoku. W 1936 roku powstało koło Stronnictwa Ludowego. W 1921 roku w Tryńczy było 266 domów. 10 września 1939 roku do Tryńczy weszły wojska Niemieckie i prowadzona była obrona mostu na Wisłoku, w której polegli: mjr Tytus Dunin i podchorąży Konstanty Ostrowski.
W latach 1944–1945 na terenie Gminy Tryńcza, a także w wielu miejscach na podkarpaciu działały oddziały tzw. „dzikiej partyzantki”. Oddziały te w lesie trynieckim dokonywały mordów na polskich cywilach powracających z robót przymusowych z Niemiec.
W latach 1953–1973 istniała Gromada Tryńcza, a od 1973 roku ponownie Gmina Tryńcza.
W 1965 roku w budynku byłego dworu szlacheckiego utworzono dom dziecka, który istniał kilkanaście lat.
W 2006 roku zbudowano rondo na skrzyżowaniu drogi krajowej nr 77 z drogą wojewódzką nr 835, w lesie obok Tryńczy, które oddano do użytku 15 września 2006 roku.

## Kościół
Tryńcza najpierw należała do rzymskokatolickiej parafii w Gniewczynie Łańcuckiej. W 1774 roku sprowadzono z Rakszawy drewnianą kaplicę i postawiono ją przy szlacheckich budynkach dworskich. W 1908 roku Kazimiera z Kellermanów Banhidy sprzedała folwark Bronisławowi Nowińskiemu, a za uzyskane ze sprzedaży pieniądze, w 1909 roku zbudowała murowany kościół. 23 marca 1910 roku została erygowana parafia w Tryńczy i został poświęcony kościół pw. św. Kazimierza. Podczas I wojny światowej kościół został uszkodzony, a gdy nie nadawał się do remontu, został rozebrany i zbudowany ponownie, a w 1931 roku poświęcony.

## Oświata
Szkoła ludowa powstała w 1882 roku jako „niezreorganizowana” (z systemu parafialnego na państwowy). W 1887 roku szkoła w Tryńczy stała się filialna, a w 1893 roku 1-klasowa. W 1907 roku szkoła Tryniecka z 1-klasowej, została zmieniona na 2-klasową. W 1909 wybudowano nowy budynek szkolny, obecnie istniejący.
W 1923 roku szkołę zmieniono na 5-klasową, a w latach 1926–1927 szkoła była 4-klasowa. W latach 1927–1929 szkoła ponownie była 5-klasowa. W latach 1929–1932 szkoła była 4-klasowa. W 1932 roku szkołę zmieniono na 7-klasową. W latach 1973–1984 była tzw. Zbiorcza Szkoła Gminna. W latach 1973–1990 patronem szkoły był Ladislav Novomeský.
W 1999 roku utworzono 6-letnią szkołę podstawową i 3-letnie gimnazjum. 20 czerwca 2006 roku szkoła otrzymała sztandar i patrona św. Jana Kantego. W 2017 roku przywrócono 8-letnią szkołę podstawową.

## Zabytki
- Kościół parafialny z 1910 roku wystawiony kosztem Kazimiery z Kellermanów Banhidy. Zniszczony w czasie I wojny światowej, odbudowany i poświęcony w 1931 roku.
- Dwór szlachecki.
- Spichlerz dworski (XVIII w.) – murowany, nakryty dachem łamanym polskim.
- Most kolejowy na linii nr 68 wraz ze strażnicą kolejową „Tryńcza” (na terenie Chodaczowa w gminie Grodzisko Dolne[30]),
- Wieś została wymieniona w kronice Jana Długosza: Potem Wisłok, wypływający z gór Sarmackich, wpada do Sanu niedaleko wsi Trynczy.

## Miejsca pamięci
3 maja 2010 roku w Tryńczy posadzono 96 Dębów Pamięci, tworzących „Las Katyński” i upamiętniających ofiary katastrofy polskiego Tu-154 w Smoleńsku; radni gminy Tryńcza zdecydowali, że będzie to park noszący imię prezydenta Lecha Kaczyńskiego. W parku znajdują się również Dęby Pamięci poświęcone ofiarom zbrodni katyńskiej pochodzącym z gminy Tryńcza.

## Sport
W Tryńczy działa klub sportowy LKS Wisłoczanka Tryńcza, który został założony w 1957 roku. Od sezonu 2024/2025 Wisłoczanka gra w klasie okręgowej.
| Tabela rozgrywek ligowych: „Wisłoczanka Tryńcza” (1992–2025) | Tabela rozgrywek ligowych: „Wisłoczanka Tryńcza” (1992–2025) | Tabela rozgrywek ligowych: „Wisłoczanka Tryńcza” (1992–2025) | Tabela rozgrywek ligowych: „Wisłoczanka Tryńcza” (1992–2025) | Tabela rozgrywek ligowych: „Wisłoczanka Tryńcza” (1992–2025) | Tabela rozgrywek ligowych: „Wisłoczanka Tryńcza” (1992–2025) | Tabela rozgrywek ligowych: „Wisłoczanka Tryńcza” (1992–2025) | Tabela rozgrywek ligowych: „Wisłoczanka Tryńcza” (1992–2025) | Tabela rozgrywek ligowych: „Wisłoczanka Tryńcza” (1992–2025) | Tabela rozgrywek ligowych: „Wisłoczanka Tryńcza” (1992–2025) |
| Sezon                                                        | Pozycja                                                      | Liga                                                         | Pkt                                                          | Mecze                                                        | Mecze                                                        | Mecze                                                        | Bramki                                                       | Bramki                                                       | Awanse Spadki                                                |
| Sezon                                                        | Pozycja                                                      | Liga                                                         | Pkt                                                          | zwy.                                                         | rem.                                                         | por.                                                         | zdob.                                                        | stra.                                                        | Awanse Spadki                                                |
| ------------------------------------------------------------ | ------------------------------------------------------------ | ------------------------------------------------------------ | ------------------------------------------------------------ | ------------------------------------------------------------ | ------------------------------------------------------------ | ------------------------------------------------------------ | ------------------------------------------------------------ | ------------------------------------------------------------ | ------------------------------------------------------------ |
| 1991/1992                                                    | 1                                                            | Klasa B – grupa przeworska                                   | 32                                                           |                                                              |                                                              |                                                              |                                                              |                                                              | awans do Kl. A                                               |
| 1992/1993                                                    | 9                                                            | Klasa A – grupa III przeworska                               | 20                                                           |                                                              |                                                              |                                                              |                                                              |                                                              |                                                              |
| 1993/1994                                                    | 11                                                           | Klasa A – grupa przeworska                                   | 17                                                           |                                                              |                                                              |                                                              |                                                              |                                                              |                                                              |
| 1994/1995                                                    | 14                                                           | Klasa A – grupa przeworska                                   | 4                                                            |                                                              |                                                              |                                                              |                                                              |                                                              |                                                              |
| 1995/1996                                                    | 8                                                            | Klasa A – grupa przeworska                                   | 22                                                           |                                                              |                                                              |                                                              |                                                              |                                                              |                                                              |
| 1996/1997                                                    | 7                                                            | Klasa A – grupa III przeworska                               | 29                                                           | 9                                                            | 2                                                            | 11                                                           | 45                                                           | 50                                                           |                                                              |
| 1997/1998                                                    | 3                                                            | Klasa A – grupa III przeworska                               | 9                                                            |                                                              |                                                              |                                                              |                                                              |                                                              |                                                              |
| 1998/1999                                                    | 10                                                           | Klasa A – grupa przeworska                                   | 55                                                           |                                                              |                                                              |                                                              |                                                              |                                                              |                                                              |
| 1999/2000                                                    | 2                                                            | Klasa A – grupa przeworska                                   | 47                                                           | 14                                                           | 5                                                            | 3                                                            | 65                                                           | 28                                                           |                                                              |
| 2000/2001                                                    | 2                                                            | Klasa B – grupa przeworska                                   | 44                                                           | 14                                                           | 2                                                            | 4                                                            | 62                                                           | 21                                                           |                                                              |
| 2001/2002                                                    | 7                                                            | Klasa B – grupa przeworska                                   | 27                                                           | 7                                                            | 6                                                            | 9                                                            | 47                                                           | 53                                                           | awans do Kl. A                                               |
| 2002/2003                                                    | 13                                                           | Klasa A – grupa przeworska                                   | 23                                                           | 5                                                            | 8                                                            | 13                                                           | 38                                                           | 54                                                           | spadek do Kl. B                                              |
| 2003/2004                                                    | 5                                                            | Klasa B – grupa przeworska                                   | 37                                                           | 12                                                           | 1                                                            | 7                                                            | 39                                                           | 32                                                           |                                                              |
| 2004/2005                                                    | 2                                                            | Klasa B – grupa przeworska                                   | 52                                                           | 17                                                           | 1                                                            | 4                                                            | 77                                                           | 25                                                           | awans do Kl. A                                               |
| 2005/2006                                                    | 5                                                            | Klasa A – grupa przeworska                                   | 42                                                           | 13                                                           | 3                                                            | 10                                                           | 39                                                           | 40                                                           |                                                              |
| 2006/2007                                                    | 4                                                            | Klasa A – grupa przeworska                                   | 44                                                           | 12                                                           | 8                                                            | 6                                                            | 50                                                           | 36                                                           |                                                              |
| 2007/2008                                                    | 10                                                           | Klasa A – grupa przeworska                                   | 32                                                           | 9                                                            | 5                                                            | 12                                                           | 35                                                           | 52                                                           |                                                              |
| 2008/2009                                                    | 2                                                            | Klasa A – grupa przeworska                                   | 48                                                           | 15                                                           | 3                                                            | 8                                                            | 52                                                           | 41                                                           |                                                              |
| 2009/2010                                                    | 3                                                            | Klasa A – grupa przeworska                                   | 44                                                           | 12                                                           | 8                                                            | 6                                                            | 41                                                           | 31                                                           |                                                              |
| 2010/2011                                                    | 9                                                            | Klasa A – grupa przeworska                                   | 33                                                           | 9                                                            | 6                                                            | 11                                                           | 46                                                           | 43                                                           |                                                              |
| 2011/2012                                                    | 10                                                           | Klasa A – grupa przeworska                                   | 29                                                           | 9                                                            | 2                                                            | 15                                                           | 32                                                           | 51                                                           |                                                              |
| 2012/2013                                                    | 5                                                            | Klasa A – grupa przeworska                                   | 41                                                           | 12                                                           | 5                                                            | 9                                                            | 39                                                           | 37                                                           |                                                              |
| 2013/2014                                                    | 10                                                           | Klasa A – grupa przeworska                                   | 30                                                           | 9                                                            | 3                                                            | 14                                                           | 57                                                           | 52                                                           |                                                              |
| 2014/2015                                                    | 13                                                           | Klasa A – grupa przeworska                                   | 28                                                           | 7                                                            | 7                                                            | 12                                                           | 41                                                           | 53                                                           | spadek do Kl. B                                              |
| 2015/2016                                                    | 5                                                            | Klasa B – grupa przeworska                                   | 42                                                           | 13                                                           | 3                                                            | 10                                                           | 71                                                           | 48                                                           |                                                              |
| 2016/2017                                                    | 5                                                            | Klasa B – grupa przeworska                                   | 46                                                           | 14                                                           | 4                                                            | 8                                                            | 66                                                           | 49                                                           |                                                              |
| 2017/2018                                                    | 8                                                            | Klasa B – grupa przeworska                                   | 28                                                           | 9                                                            | 1                                                            | 12                                                           | 51                                                           | 48                                                           |                                                              |
| 2018/2019                                                    | 7                                                            | Klasa B – grupa przeworska                                   | 29                                                           | 9                                                            | 2                                                            | 9                                                            | 44                                                           | 55                                                           |                                                              |
| 2019/2020                                                    | 9                                                            | Klasa B – grupa przeworska                                   | 11                                                           | 3                                                            | 2                                                            | 7                                                            | 19                                                           | 31                                                           |                                                              |
| 2020/2021                                                    | 4                                                            | Klasa B – grupa przeworska                                   | 39                                                           | 12                                                           | 3                                                            | 7                                                            | 54                                                           | 31                                                           |                                                              |
| 2021/2022                                                    | 6                                                            | Klasa B – grupa przeworska                                   | 35                                                           | 10                                                           | 5                                                            | 7                                                            | 52                                                           | 38                                                           |                                                              |
| 2022/2023                                                    | 2                                                            | Klasa B – grupa przeworska                                   | 43                                                           | 14                                                           | 1                                                            | 3                                                            | 56                                                           | 19                                                           | awans do Kl. A                                               |
| 2023/2024                                                    | 1                                                            | Klasa A – grupa przeworska                                   | 67                                                           | 21                                                           | 4                                                            | 1                                                            | 146                                                          | 20                                                           | awans do Kl. O                                               |
| 2024/2025                                                    | 1                                                            | Klasa O – grupa jarosławska                                  | 69                                                           | 22                                                           | 3                                                            | 5                                                            | 88                                                           | 35                                                           |                                                              |
| Źródło: Życie Przemyskie (1992–2001), 90minut.pl (2002–2025) |                                                              |                                                              |                                                              |                                                              |                                                              |                                                              |                                                              |                                                              |                                                              |